# Missy Bo Kearns
Missy Bo Kearns (Liverpool, 14 april 2001) is een voetbalspeelster uit Engeland. Ze speelt als middenvelder voor Aston Villa in de Super League.

## Clubcarrière
Kearns werd geboren op 14 april 2001 in Liverpool. Ze groeide op als fan van Liverpool FC en bezocht vaak wedstrijden van de club. Kearns voegde zich op achtjarige leeftijd in de jeugdopleiding van Liverpool. Ze werd als enige meisje gescout bij de lokale amateurclub Mossley Hill samen met Curtis Jones.
Kearns maakte haar debuut in de hoofdmacht van Liverpool in maart 2019 in een wedstrijd tegen Chelsea FC. In januari 2020 tekende ze haar eerste profcontract. Tegelijkertijd werd ze verhuurd aan Blackburn Rovers tot aan het einde van het seizoen 2019/20. Ze maakte driemaal haar opwachting voor de club.
In het seizoen 2020/21 keerde Kearns terug bij Liverpool waar ze wist uit te groeien tot basisspeelster in de tweede seizoenshelft. Op 17 januari 2021 maakte Kearns haar eerste doelpunt voor Liverpool in een 2-1 competitienederlaag tegen Leicester City. Aan het einde van het seizoen 2020/21 werd Kearns verkozen tot speelster van het seizoen door Standard Chartered en speelster van het jaar door de fans.

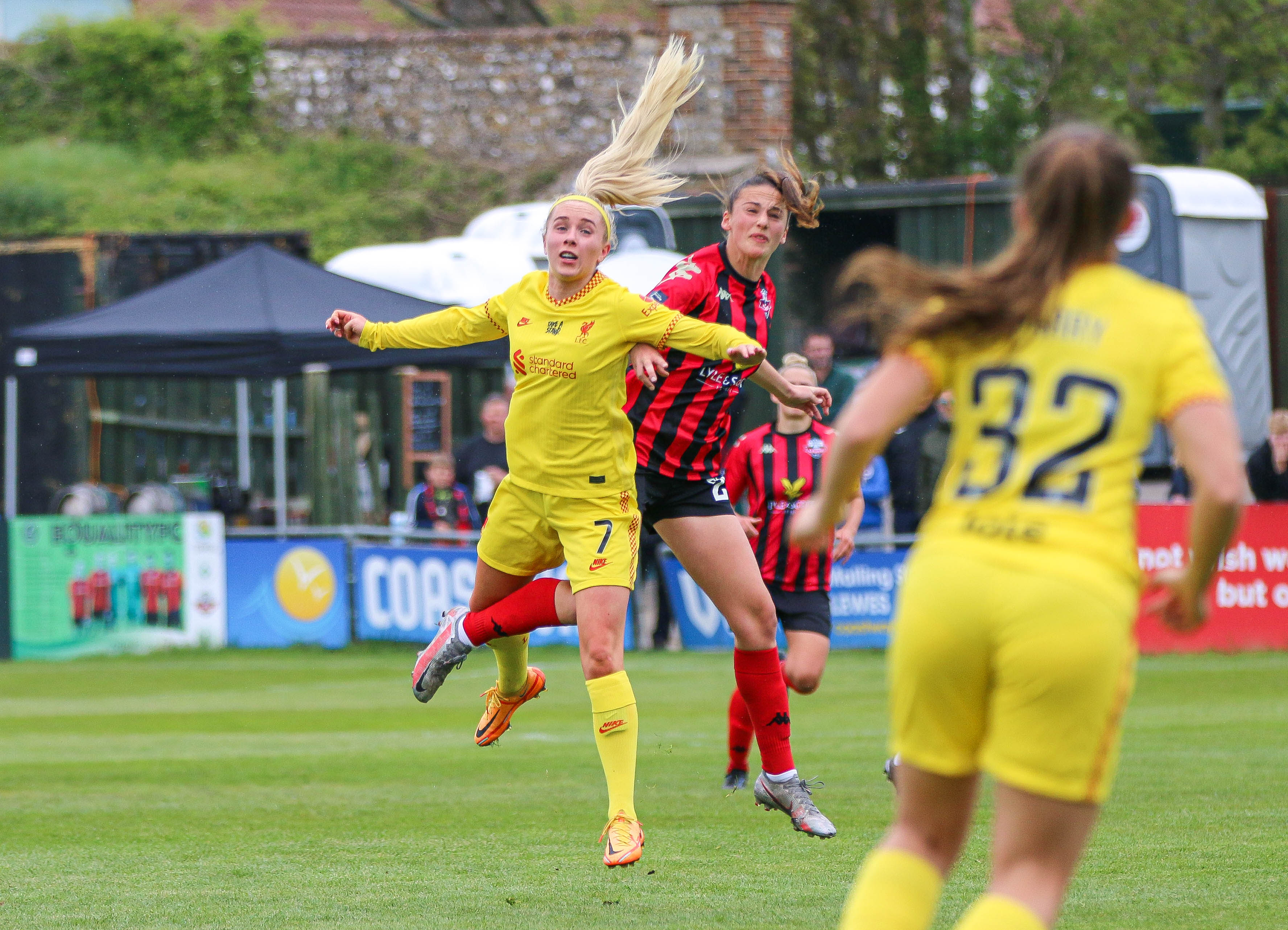
Kearns (links) in een wedstrijd van Liverpool tegen Lewes op 1 mei 2022.

Kearns werd op 13 oktober 2021 op twintigjarige leeftijd de jongste speelster die haar ploeg als aanvoerster leidde in een League Cup tegen Aston Villa. Een maand later was ze eveneens aanvoerder in een Super League wedstrijd tegen Blackburn Rovers.
In mei 2023 won Kearns de prijs 'jonge speelster van het seizoen' tijdens de Women's Football Awards. Ze werd daarmee gewaardeerd als een van de grootste talenten van de Super League naast andere veelbelovende talenten als Lauren James. In juni van hetzelfde jaar won Kearns nogmaals de Liverpool 'speelster van het seizoen' prijs.
In augustus 2023 verlengde Kearns haar contract bij Liverpool. Ze werd daarnaast genomineerd voor de PFA Women's Young Player of the Year prijs. In november 2023 werd ze benoemd tot 'reizende ster' tijdens de Northwest Football Awards.
In mei 2024 ontving Kearns 'The PFA Community Champions Award' samen met vertrekkend hoofdtrainer bij de mannen, Jürgen Klopp, en aanvoerder van het mannenteam, Virgil van Dijk, voor het werk dat zij hebben geleverd voor Liverpool.
Op 1 augustus 2024 maakte Kearns haar vertrek bij Liverpool wereldkundig. Ze tekende een driejarig contract bij competitiegenoot Aston Villa WFC.

## Statistieken
| Seizoen | Club                 | Land     | Competitie   | Wedstrijden | Doelpunten |
| ------- | -------------------- | -------- | ------------ | ----------- | ---------- |
| 2018/19 | Liverpool LFC        | Engeland | Super League | 3           | 0          |
| 2019/20 | Liverpool LFC        | Engeland | Super League | 0           | 0          |
| 2019/20 | Blackburn Rovers WFC | Engeland | Championship | 3           | 0          |
| 2020/21 | Liverpool LFC        | Engeland | Championship | 15          | 2          |
| 2021/22 | Liverpool LFC        | Engeland | Championship | 19          | 4          |
| 2022/23 | Liverpool LFC        | Engeland | Super League | 22          | 4          |
| 2023/24 | Liverpool LFC        | Engeland | Super League | 20          | 1          |
| 2024/25 | Aston Villa          | Engeland | Super League | 15          | 0          |
| Totaal  | Totaal               | Totaal   | Totaal       | 97          | 11         |

Laatste update: 1 juni 2025

## Interlandcarrière
Kearns werd in 2024 opgenomen in de stand-bylijst van het Engelse nationale team voor de kwalificatiereeks voor het EK 2025. In oktober 2024 werd ze geselecteerd voor Engeland -23. In mei 2025 volgde een nieuwe oproep voor Nations League 2025 wedstrijden tegen Portugal en Spanje.